# Migrazione indoaria

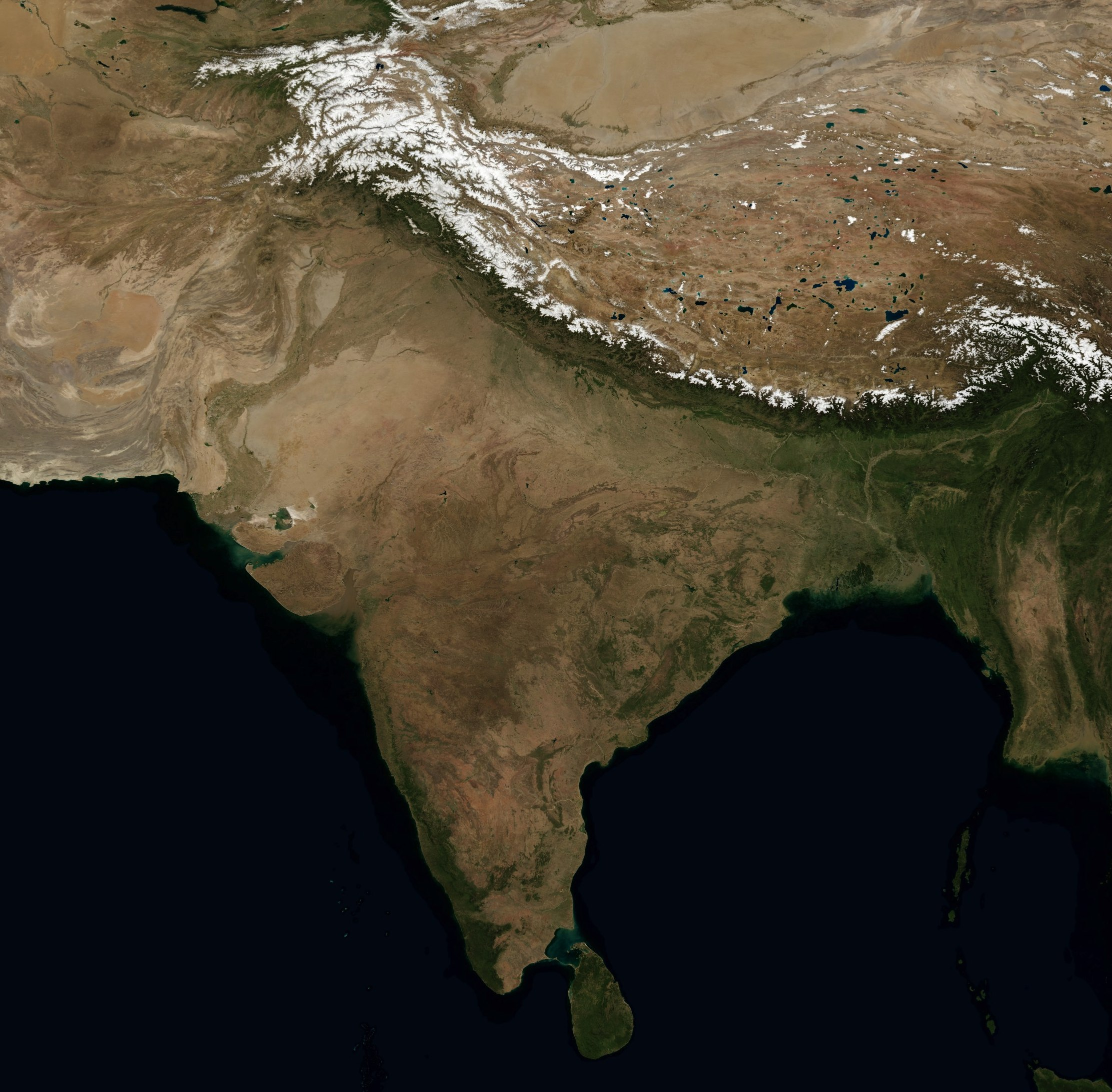
Subcontinente indiano

La migrazione indoaria fu un importante spostamento protostorico di popolazioni indoarie, parlanti cioè lingue indoarie, che dalle loro sedi originarie dell'Asia centrale penetrarono nel subcontinente indiano dal nord-ovest durante il II millennio a.C.. Questa migrazione è stata in parte ricostruita a partire da indizi linguistici, genetici e archeologici (che, in questo caso, non hanno rilevato una migrazione in larga scala ma solo dei piccoli movimenti di popolazioni che si diressero dal nord verso l'Asia meridionale).
L'indoario è un ramo della famiglia indoiranica che si sviluppò secondo gli studiosi durante l'Età del bronzo nel contesto della cultura di Andronovo, in Asia centrale. La migrazione degli Indoari è comunemente datata fra la media e la tarda Età del bronzo, in contemporanea con l'ultima fase della civiltà di Harappa (1700-1300 a.C.).

## Fonti antiche

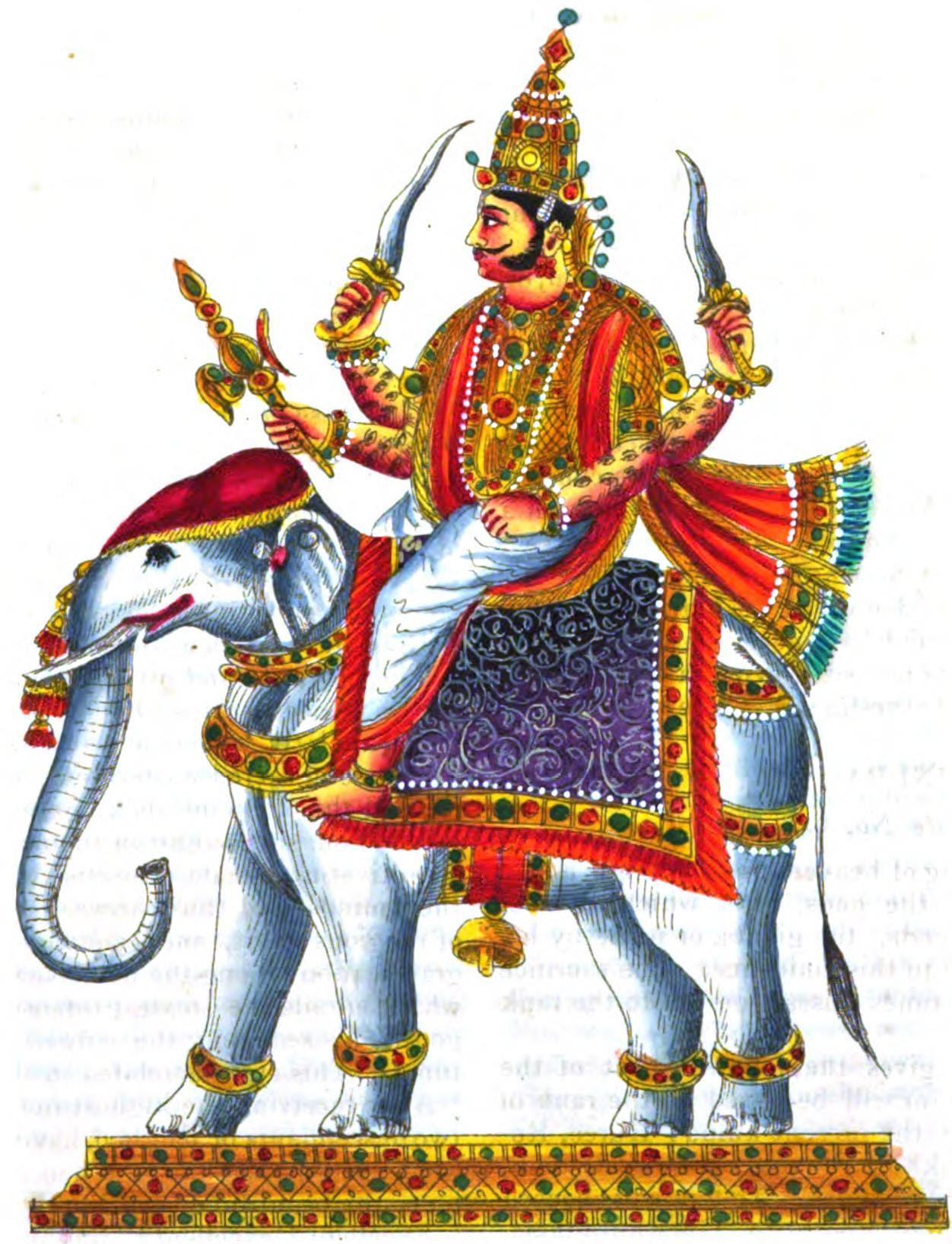
Il dio Indra

### La società indoaria descritta nei Rigveda (Pastorale o urbana?)
I Rigveda sono in assoluto il più antico testo in sanscrito. Secondo Bryant i Rigveda riecheggiano un'antica cultura nomade e pastorale centralizzata sul culto indoiranico del soma e del fuoco.
Gli edifici fortificati (pùr), generalmente costruiti con fango e legno, sono menzionati nei Rigveda. Pùr a volte fa riferimento alle fortificazioni dei nemici, ma potrebbe riferirsi inoltre alle fortificazioni erette dagli stessi Aria. Tuttavia nei Rigveda le tribù aria sono più comunemente descritte come dimoranti nei vìś, termine che può essere tradotto come "insediamento, casa, abitazione" ma anche come "comunità, tribù, truppe". Il dio Indra in particolare è descritto come distruttore di fortificazioni:
Indra abbatté un centinaio di fortificazioni in pietra....»
Questo ha fatto ipotizzare ad alcuni studiosi che la civiltà degli Aria, diversamente da quella delle popolazioni indigene dotate di edifici fortificati (pùr), fosse originariamente di tipo non-urbano.
Comunque i Rigveda, secondo altre interpretazioni, farebbero riferimento ad elementi di una civiltà urbana. Per esempio nella traduzione dei Rigveda di Griffith, il dio Indra è comparato al dio di una fortificazione (pūrpati). Secondo Gupta:

### Possibili riferimenti a movimenti migratori nei Rigveda
I Rigveda non fanno riferimenti espliciti a patrie ancestrali esterne o a migrazioni. Nei testi sacri di epoche successive (Brāhmaṇa, Mahābhārata, Rāmāyaṇa, Purāṇa) si nota uno spostamento verso altre aree geografiche; mentre i Rigveda infatti sembrano riflettere un'ambientazione nel nord del subcontinente indiano, i testi successivi sono più incentrati sulla regione del Gange e l'Haryana. Ciò potrebbe indicare una tendenza alla migrazione da nord verso est delle tribù arie (dal Punjab alla piana del Gange).

## Linguistica
Il fatto che nel subcontinente indiano fossero e sono ancora presenti lingue aliene alla famiglia indoeuropea come le lingue dravidiche (che hanno funto da sostrato sull'indoario) rafforza l'ipotesi che l'indoario venne portato da popolazioni esterne attraverso una migrazione avvenuta in tempi preistorici o protostorici.
Le evidenze linguistiche indicano che le lingue indoarie e i suoi parlanti penetrarono nell'Asia meridionale durante il II millennio a.C.. La lingua utilizzata nei Rigveda, la più antica testimonianza di sanscrito vedico, viene datata infatti al 1500-1200 a.C..

## Archeologia

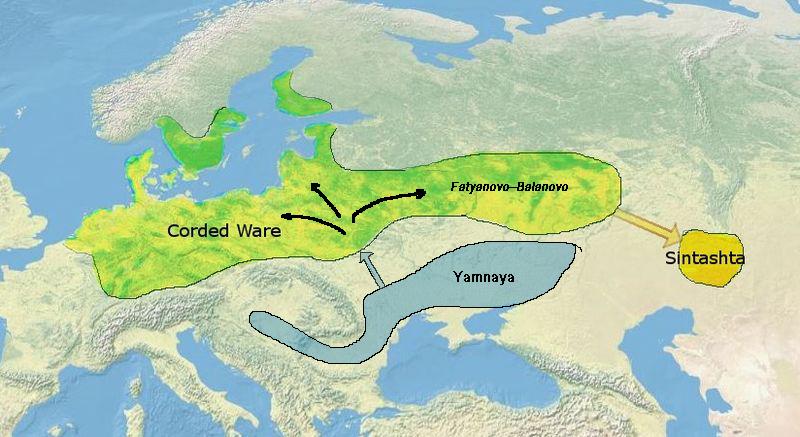
Le popolazioni più orientali della cultura della ceramica cordata contribuirono alla nascita della cultura di Sintashta (2100-1800 a.C.), dove emersero le lingue proto-indoiraniche

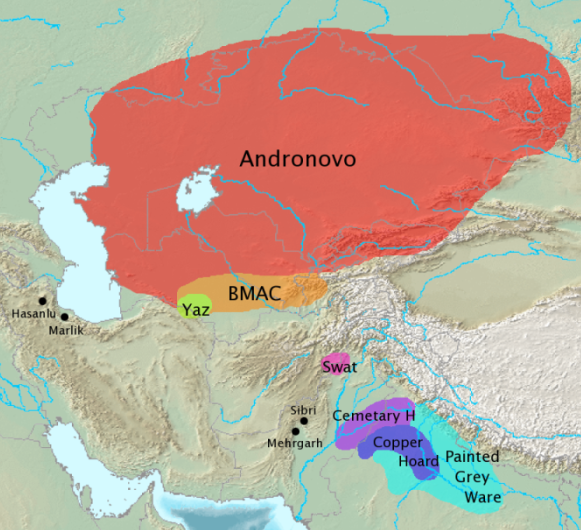
Culture archeologiche associate con la migrazione degli Indoiranici/Indoarii

La cultura di Andronovo, il complesso archeologico bactriano-margiano e la cultura di Yaz vengono associate alle migrazioni indoiraniche e alla separazione dell'indoario dal proto-indoiranico datata al 2000-1800 a.C. circa. La cultura dello Swat, la cultura del cimitero H, la cultura della ceramica colorata in ocra e la cultura della ceramica grigia dipinta sono le culture associate alla successiva fase della migrazione indoaria che segna il loro arrivo all'interno del subcontinente indiano, in contemporanea con il declino della civiltà di Harappa, e l'inizio della civiltà vedica. Attualmente non ci sono prove archeologiche di migrazioni in larga scala, tuttavia come suggerito dal genetista Luigi Luca Cavalli Sforza : "l'archeologia può rilevare un'avvenuta migrazione solo in casi eccezionali".

### Fase 1: Cultura di Sintashta e Andronovo
La cultura di Sintashta fu una cultura dell'Età del bronzo, che nacque approssimativamente nell'area degli Urali tra la fine del III e gli inizi del II millennio a.C.. Convenzionalmente è indicata come la cultura che diede origine al carro da guerra e agli Indoiranici (tra cui gli indoarii).
Secondo J.P.Mallory le popolazioni indoiraniche della successiva cultura Andronovo, prima di migrare definitivamente dalle steppe in Iran e in India, "stazionarono" nel territorio della cultura di BMAC (odierno Turkmenistan e Uzbekistan) facendo loro alcuni tratti culturali tipici di quell'area ma preservando la loro lingua e religione. L'archeologo sovietico Viktor Sarianidi, scopritore della cultura BMAC, sostiene che "indizi archeologici diretti rinvenuti in Battria e Margiana dimostrano senza alcun dubbio che tribù di cultura Andronovo penetrarono nell'area bactriano-margiana".

### Fase 2: Complesso archeologico bactriano-margiano (BMAC)
Alcuni studiosi, tra cui Bryant, hanno suggerito che i caratteristici artefatti del BMAC rinvenuti in alcune sepolture del Mehrgarh e del Baluchistan (Pakistan) sarebbero compatibili con un movimento di popolazioni dall'Asia centrale verso sud.

### Fase 3: Cultura dello Swat
A partire dal 1600 a.C. un'importante trasformazione avvenne nella valle dello Swat con l'emergere dell'omonima cultura (Cultura dello Swat). L'introduzione di nuovi stili ceramici (simili a quelli del BMAC), nuovo riti funerari e del cavallo fanno ipotizzare che la cultura dello Swat sia da associare ai primi immigrati arii in India. I due nuovi riti funerari, l'inumazione in posizione contratta e l'incinerazione del defunto le cui ceneri venivano poste in un'urna, trovano riscontro nella prima letteratura vedica. Il cavallo assunse una grande importanza sia da un punto di vista economico che ritualistico-religioso. La sepoltura del cavallo è un aspetto caratteristico che lega la cultura dello Swat alla cultura di Andronovo.

### Una o più migrazioni?
Il modello standard per spiegare la comparsa delle lingue indoeuropee in India è quello secondo il quale una prima ondata migratoria si diresse a sud nell'Hindu Kush e diede vita alla cultura dello Swat. La cultura dello Swat è quindi considerata come la maggior candidata per l'entrata della "cultura Rigvedica" in India; Parpola accetta l'ipotesi di un'immigrazione nel Punjab tra il 1700 e il 1400 a.C. circa ma teorizza che essa sia stata preceduta da un'altra ondata migratoria nel 1900 a.C., periodo che corrisponde alla comparsa della cultura del cimitero H. Kochar suppone che vi siano state tre ondate migratorie indoarie in India che avvennero nel periodo tardo harappano:
- i portatori della cultura di BMAC che si insediarono nel Baluchistan e a Mehrgarh e che si fusero successivamente con gli harappani
- i portatori della cultura dello Swat IV che cofondarono il cimitero H
- gli indoari rigvedici dello Swat V che assorbirono le genti del cimitero H e che diedero origine alla cultura della ceramica grigia dipinta.

Lo studioso data le prime due tra il 2000 e il 1800 a.C. mentre la terza al 1400 a.C..

## Antropologia fisica e genetica
Indiano del nord e indiano del sud sono categorie non solo geografiche ma anche etno-linguistiche, gli indiani del nord corrispondono ai parlanti lingue indoarie e presentano caratteri somatici più caucasici mentre gli indiani del sud, parlanti lingue dravidiche, presentano caratteristiche antropologiche australoidi.
Recenti indagini genetiche hanno dimostrato che il subcontinente indiano fu soggetto ad importanti flussi migratori indoeuropei a partire dal 1500 a.C.. Fra gli indiani del nord è particolarmente comune una linea genetica (R1a) tipica dell'Europa orientale e della Russia, area dove secondo la teoria kurganica è da ricercare l'Urheimat proto-indoeuropeo. Tale linea genetica era presente durante l'età del bronzo fra le popolazioni di cultura Andronovo (considerate progenitrici dei popoli indoiranici).